# Thorpe-le-Soken
Thorpe-le-Soken – wieś w Anglii, w hrabstwie Essex, w dystrykcie Tendring. Leży 49 km na wschód od miasta Chelmsford i 98 km na północny wschód od Londynu. W 2006 miejscowość liczyła 1255 mieszkańców.